# The House of Silence (film 1918)
The House of Silence è un film muto del 1918 diretto da Donald Crisp. La sceneggiatura di Margaret Turnbull si basa su Marcel Levignet, romanzo di Elwyn Alfred Barron pubblicato a New York nel 1906. Prodotto dalla Jesse L. Lasky Feature Play Company, il film aveva come interpreti Wallace Reid, Ann Little, Adele Farrington, Winter Hall, Ernest Joy.

## Trama
Il criminologo Marcel Levington viene fermato per strada da una donna scarmigliata e in preda all'affanno che gli chiede di trovare un medico per un uomo che sta morendo in una casa lì vicina. Accompagnato dal dottor Rogers, un suo amico, Marcel si reca nella casa dove i due trovano l'uomo, un eminente avvocato, ormai morto, con il cuore trafitto da una lunga forcina che il dottore riconosce come quella che lui stesso ha appena regalato a sua figlia Toinette. Rogers, allora, dichiara che l'uomo è morto per insufficienza cardiaca. Ma, quando torna a casa, chiede spiegazioni alla figlia che gli racconta di essere stata attirata con l'inganno in quella casa dove era stata aggredita da uomo dal quale lei si era difesa. Rendendosi conto che Toinette ha ucciso per proteggere il proprio onore, Rogers e Marcel acconsentono a proteggerla. Marcel recupera l'agenda di Toinette dalla signora Clifton, la proprietaria della casa, colei che aveva organizzato la trappola per la ragazza e poi torna da Toinette, di cui è innamorato.

## Produzione
Il film fu prodotto dalla Jesse L. Lasky Feature Play Company.

## Distribuzione
Il copyright del film, richiesto dalla Famous Players-Lasky Corp., fu registrato il 1º aprile 1918 con il numero LP12271.

Distribuito dalla Famous Players-Lasky Corporation e Paramount Pictures, il film uscì nelle sale statunitensi l'8 aprile 1918. In Francia, fu distribuito il 30 gennaio 1920 con il titolo La Maison du silence.
Non si conoscono copie ancora esistenti della pellicola che viene considerata presumibilmente perduta.